# Karina Rodríguez
Karina Rodríguez (Puebla de Zaragoza, 28 de agosto de 1985) é uma lutadora mexicana de artes marciais mistas que compete na divisão Peso-mosca.

## Carreira no MMA

### Invicta Fighting Championships
Rodríguez fez sua estreia no Invicta FC contra Barbara Acioly em 15 de julho de 2017 no Invicta FC 24. Venceu a luta por nocaute técnico no primeiro round.
Sua próxima luta foi no dia 8 de dezembro de 2017, enfrentando Christine Ferea no Invicta FC 26. Ela venceu a luta por decisão unânime.
Em 28 de março de 2018, Rodriguez enfrentou DeAnna Bennett no Invicta FC 28. Na pesagem, Bennett pesava 1,9 quilo acima do limite do peso mosca de 126 quilos e foi multado em 25% do valor da luta por Rodriguez. Ela perdeu a luta por decisão dividida.
Rodríguez enfrentou Milana Dudieva em 15 de fevereiro de 2019 no Invicta FC 34. Ela venceu a luta por decisão unânime.
Rodríguez era esperado para enfrentar Vanessa Porto em 1º de novembro de 2019 no Invicta FC 38 pelo Campeonato Mundial Peso Mosca do Invicta FC. Porém, Rodríguez perdeu meio quilo e não conseguiu disputar o título e foi multada em 20% do seu bolso. Da mesma forma, perdeu a luta por decisão unânime.
Rodríguez lutou pelo Campeonato Peso Mosca do Invicta FC contra Daiana Torquato em 21 de maio de 2021 no Invicta 44. Rodríguez venceu por decisão unânime e se tornou o primeira campeão mexicana da organização.
Rodríguez estava programada para fazer sua primeira defesa de título contra a estreante Ketlen Souza em 9 de março de 2022 no Invicta FC 46. Porém, Souza desistiu da luta quatro dias antes do evento e foi substituída por Daiana Torquato. Ela venceu a luta por decisão dividida.

## Campeonatos e realizações
- Invicta Fighting Championships
  - Campeonato Peso Mosca do Invicta FC (Uma vez)
  - Luta da Noite (Uma vez) vs. Daiana Torquato

## Carte no MMA
| Cartel no MMA   |             |            |
| 14 lutas        | 10 vitórias | 4 derrotas |
| Por nocaute     | 3           | 1          |
| Por finalização | 1           | 0          |
| Por decisão     | 6           | 3          |

| Res.    | Cartel | Oponente              | Método                                     | Evento                                       | Data       | Round | Tempo | Local               | Notas |
| ------- | ------ | --------------------- | ------------------------------------------ | -------------------------------------------- | ---------- | ----- | ----- | ------------------- | --- |
| Vitória | 10-4   | Daiana Torquato       | Decisão (dividida)                         | Invicta FC 46                                | 09/03/2022 | 5     | 5:00  | Kansas City         | Defendeu o Cinturão Peso Mosca Feminino do Invicta FC; mais tarde, ela o deixaria vago quando seu contrato com a organização terminasse. |
| Vitória | 9-4    | Daiana Torquato       | Decisão (unânime)                          | Invicta FC on AXS TV: Rodríguez vs. Torquato | 21/05/2021 | 5     | 5:00  | Kansas City         | Ganhou o Cinturão Peso Mosca Feminino do Invicta FC.                                                                                     |
| Derrota | 8-4    | Vanessa Porto         | Decisão (unânime)                          | Invicta FC 38                                | 01/11/2019 | 3     | 5:00  | Kansas City         | |
| Vitória | 8-3    | DeAnna Bennett        | Decisão (unânime)                          | Invicta FC 35                                | 07/06/2019 | 3     | 5:00  | Kansas City         | Final do torneio peso mosca do Invicta FC.                                                                                               |
| Vitória | 7-3    | Milana Dudieva        | Decisão (dividida)                         | Invicta FC 34                                | 15/02/2019 | 3     | 5:00  | Kansas City         | Luta da noite. |
| Derrota | 6-3    | DeAnna Bennett        | Decisão (dividida)                         | Invicta FC 28                                | 24/03/2018 | 3     | 5:00  | Salt Lake City      | |
| Vitória | 6-2    | Christine Ferea       | Decisão (unânime)                          | Invicta FC 26                                | 08/12/2017 | 3     | 5:00  | Kansas City         | |
| Vitória | 5-2    | Barbara Acioly        | Nocaute técnico (chutes e socos na cabeça) | Invicta FC 24                                | 15/07/2017 | 1     | 2:14  | Kansas City         | |
| Vitória | 4-2    | Jaclyn Sanchez        | Finalização (golpes)                       | Xtreme Fighters Latino                       | 17/06/2017 | 2     | 4:46  | Cidade do México    | |
| Derrota | 3-2    | Poliana Botelho       | Nocaute técnico (chute no corpo)           | XFC International 6                          | 27/09/2014 | 3     | 2:15  | São Paulo           | |
| Vitória | 3-1    | Vydalia Ramos         | Nocaute técnico (socos)                    | Xtreme Kombat 23                             | 31/08/2014 | 1     | 1:17  | Naucalpan de Juárez | |
| Derrota | 2-1    | Alexa Grasso          | Decisão (unânime)                          | Xtreme Kombat 20                             | 31/08/2013 | 3     | 3:00  | Cuautitlán Izcalli  | |
| Vitória | 2-0    | Annely Jimenez Garcia | Decisão (unânime)                          | Xtreme Kombat 20                             | 31/08/2013 | 3     | 3:00  | Cuautitlán Izcalli  | |
| Vitória | 1-0    | Gabriela Garcia       | Nocaute técnico (socos)                    | Xtreme Kombat 14                             | 23/06/2012 | 1     | 1:58  | Cidade do México    | |